# Eliminator
Eliminator es el octavo álbum de estudio de la banda estadounidense de blues rock y hard rock ZZ Top, publicado en 1983 por el sello Warner Bros. Además es el primer disco desde ZZ Top's First Album que no posee un título relacionado con la cultura hispana de los Estados Unidos. Recibió varias reseñas positivas por parte de los críticos y ha sido considerado como uno de los mejores registros de la década e incluso fue incluido en el puesto 396 de la lista de los 500 mejores álbumes de la historia según la revista Rolling Stone.
En este trabajo la agrupación cambia en parte su sonido clásico, para incluir instrumentos como los sintetizadores y caja de ritmos, pero sin perder del todo el estilo blues rock. Esto le valió ser el disco más exitoso del trío, ya que solo en los Estados Unidos ha vendido más de 10 millones de copias siendo certificado con disco de diamante en 1996.

## Antecedentes
En 1978 Billy Gibbons se reunió con Don Thelen de Buffalo Motor Cars en la ciudad de Paramount (California), con el fin de crear un Ford Coupe 1933 personalizado. El auto fue construido con un motor de estilo Corvette y fue pintado de color rojo con algunos gráficos en honor a la banda. Finalmente el vehículo fue empleado como la portada de Eliminator y desde entonces se ha convertido en un ícono de ZZ Top, apareciendo en los vídeos musicales, algunos programas de televisión, cine, y eventos de automóviles y de caridad.
En cuanto a la producción fue llevada a cabo por Bill Ham en los Ardent Studios en Memphis Tennessee.
En 1994 y tras la publicación del libro Sharp Dressed Men de David Blayney, director de escena de ZZ Top por más de quince años, se supo que el ingeniero de sonido Linden Hudson coescribió gran parte de los sintetizadores de los temas pero no fue acreditado al momento de lanzarse el disco. Tras cinco años de disputa en los tribunales estadounidenses, la banda pagó 600 000 dólares a Hudson por la autoría de la canción «Thug».

## Recepción comercial y promoción
Se lanzó a nivel mundial el 23 de marzo de 1983 a través de Warner Bros. Records, obteniendo un gran éxito en las listas musicales de gran parte del mundo, como por ejemplo logró el puesto 6 en la lista estadounidense Billboard 200 y el lugar 3 en los UK Albums Chart británico. Para promocionarlo fueron lanzados los sencillos «Gimme All Your Lovin'», «Sharp Dressed Man» y «Legs», que se ubicaron en el top 10 de los Mainstream Rock Tracks, mientras que «Got Me Under Pressure» y «TV Dinners» lograron solo el top 50 en mencionada lista. Además y en el mismo año se grabaron los vídeos musicales de dos de los mencionados sencillos y al año siguiente otros dos más, que eran rotados con gran éxito en la cadena televisiva MTV. Adicional a ello, el videoclip de «Legs» obtuvo el premio MTV a mejor vídeo de un grupo musical y «Sharp Dressed Man» el premio a mejor director.
Por su parte, hasta el día de hoy es el trabajo más vendido de la banda a nivel mundial y ha obtenido varios discos de oro y de disco de platino|platino. Un ejemplo de ello es que en los Estados Unidos vendió un poco más de 10 millones de copias obteniendo disco de diamante en 1996. Por último y hasta el 2007, se estimó que sus ventas superaban las 17 millones de copias en todo el mundo.

## Lista de canciones
Todas las canciones escritas por Billy Gibbons, Dusty Hill y Frank Beard.

| N.º | Título                          | Duración |  |
| 1.  | «Gimme All Your Lovin'»         | 4:04     |  |
| 2.  | «Got Me Under Pressure»         | 4:02     |  |
| 3.  | «Sharp Dressed Man»             | 4:13     |  |
| 4.  | «I Need You Tonight»            | 6:14     |  |
| 5.  | «I Got the Six»                 | 2:52     |  |
| 6.  | «Legs»                          | 4:35     |  |
| 7.  | «Thug»                          | 4:17     |  |
| 8.  | «TV Dinners»                    | 3:50     |  |
| 9.  | «Dirty Dog»                     | 4:05     |  |
| 10. | «If I Could Only Flag Her Down» | 3:40     |  |
| 11. | «Bad Girl»                      | 3:16     |  |

| Pistas adicionales en la remasterización Collector's Edition |                                   |          |  |
| N.º                                                          | Título                            | Duración |  |
| 12.                                                          | «Legs» (sencillo mix)             | 3:33     |  |
| 13.                                                          | «Gimme All Your Lovin'» (en vivo) | 4:46     |  |
| 14.                                                          | «Sharp Dressed Man» (en vivo)     | 4:47     |  |
| 15.                                                          | «I Got the Six» (en vivo)         | 3:05     |  |
| 16.                                                          | «TV Dinners» (en vivo)            | 4:11     |  |
| 17.                                                          | «Got Me Under Pressure» (en vivo) | 4:04     |  |
| 18.                                                          | «Legs» (Dance Mix)                | 7:48     |  |

## Músicos
- Billy Gibbons: voz principal y coros, guitarra eléctrica, bajo, sintetizadores y armónica
- Dusty Hill: bajo y coros
- Frank Beard: batería

;Miembros adicionales:
- Linden Hudson: sintetizadores
- Terry Manning: batería electrónica, caja de ritmos, sintetizadores y coros

• Jimi Jamison: coros